# Pablo Iglesias Posse

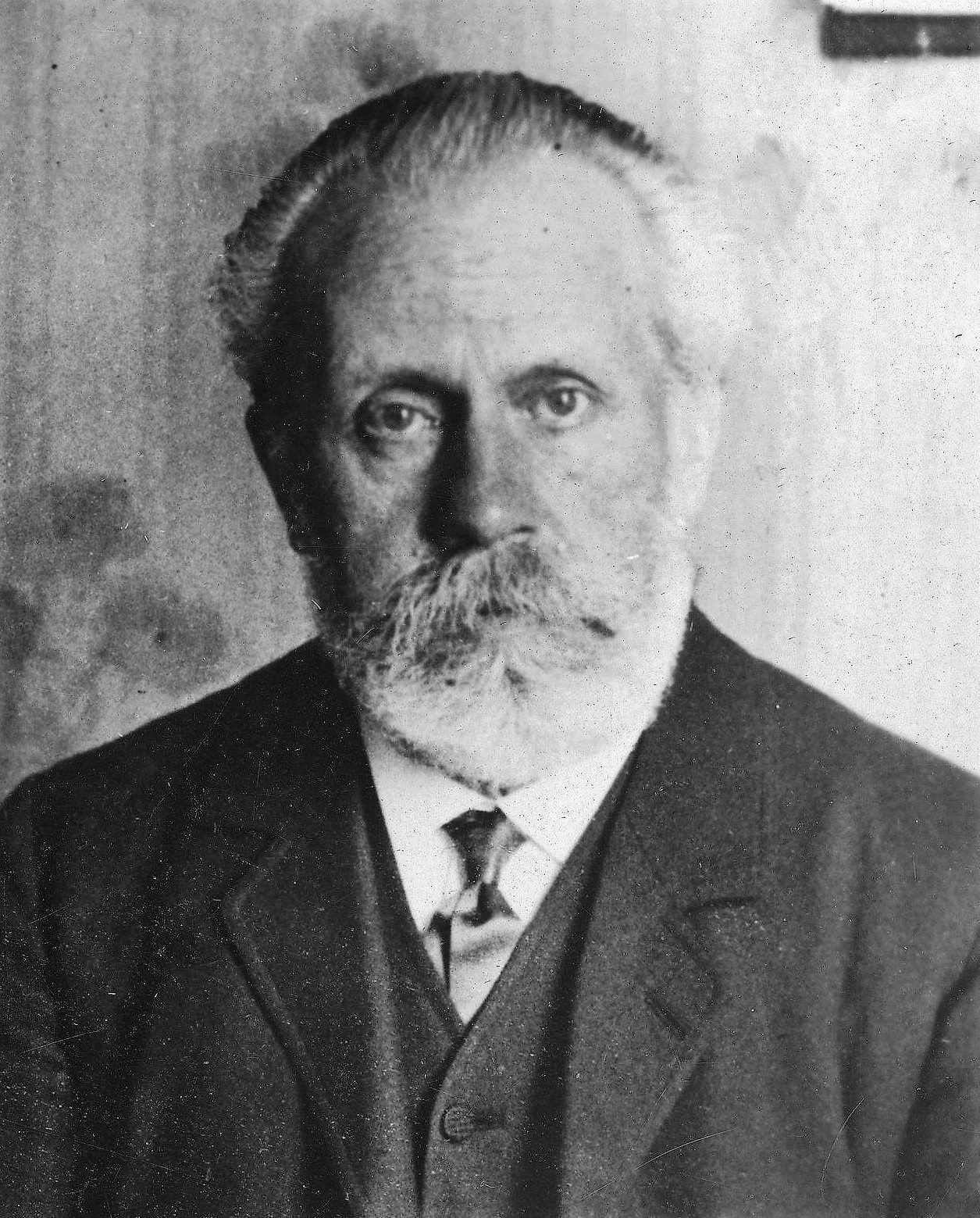
Pablo Iglesias Posse (c. 1920)

Pablo Iglesias Posse (* 17. Oktober 1850 in Ferrol; † 9. Dezember 1925 in Madrid) war ein spanischer Politiker, der Gründer der spanischen Sozialistischen Partei Partido Socialista Obrero Español (PSOE) und der sozialistisch ausgerichteten Gewerkschaft la Unión General de Trabajadores (UGT).

## Leben

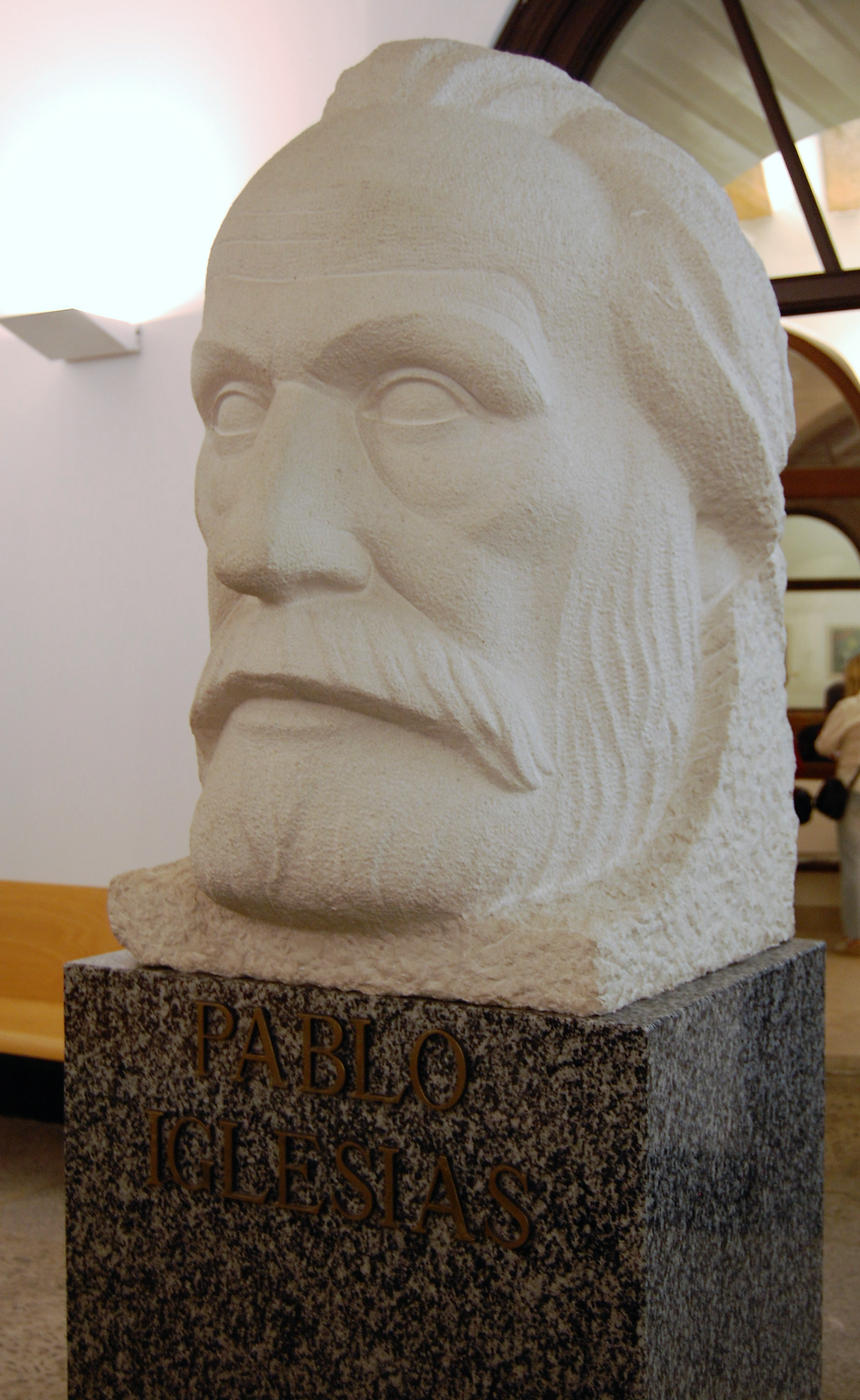
Pablo Iglesias (José Noja, 2001).

Pablo Iglesias wuchs unter sehr ärmlichen Verhältnissen bei seiner Mutter Juana Posse auf, die mit ihm und seinem jüngeren, später an Tuberkulose verstorbenen Bruder Manuel 1859 von Galicien nach Madrid übersiedelte. Seine Mutter übergab ihn wegen ihrer Armut einem Heim, das er mit zwölf Jahren verließ. Er lernte Schriftsetzer und lernte während seiner anschließenden Berufstätigkeit in einer Abendschule Französisch.
Während der revolutionären Periode von 1869 bis 1875 besuchte er Vorträge der Internationalen und trat 1870 in die Abteilung der Schriftsetzer ein. Daraufhin wurde er politisch verfolgt und in mehreren Druckereien entlassen, bis er 1870 Präsident der Vereinigung des Druckereigewerbes wurde. Aus dieser Position heraus bereitete er die Gründung einer neuen sozialistischen Arbeiterpartei vor, was am 2. Mai 1879 zur Gründung des PSOE führte. Gründungsmitglieder waren 16 Schriftsetzer, 4 Ärzte, 2 Juweliere, ein Steinmetz und ein Schuhmacher. 1885 wurde er Vorsitzender der PSOE. 1871 bis 1873 war er Redakteur der Zeitung „La Emancipacion. Periodico Socialista“ und 1872/73 Mitglied der „Neuen Madrider Föderation“ der IAA. 
1888 gründete er die Gewerkschaft Unión General de Trabajadores, deren Präsident er 1889 wurde. Im selben Jahr nahm er am Gründungskongress der Zweiten Internationalen in Paris teil. Am 1. Mai 1890 führte er die erste spanische Maidemonstration an, in der der Achtstundentag und die Abschaffung der Kinderarbeit gefordert wurde.
Zwischen 1893 und 1895 stand er im Briefwechsel mit Friedrich Engels.
1909 wurde er während der Ereignisse der Tragischen Woche von Barcelona aus politischen Gründen verhaftet. 1910 errang er für die PSOE den ersten Parlamentssitz in Madrid. In den späteren Wahlen nahm die Zahl der Sitze dieser Partei kontinuierlich zu.
1921 spaltete sich die Partido Comunista de España von der PSOE ab, da sich die Sozialisten weigerten, an der von Lenin einberufenen Dritten Internationalen teilzunehmen.
Am 9. Dezember 1925 starb er in Madrid. Sein Leichnam wurde einbalsamiert. 150 000 Menschen nahmen an seinem Begräbnis teil.

## Werke
- Klerikalismus und Sozialismus in Spanien. Sozialistische Monatshefte. 14 = 16(1910), Heft 16/18, S. 1029–1032. Digitalisat
- Die sozialistische Arbeiterpartei in Spanien. In: Die Neue Zeit. Revue des geistigen und öffentlichen Lebens. 10.1891-92,1. Band (1892), Heft 12, S. 372–376. Digitalisat
- Die sozialistische Arbeiterpartei in Spanien. In: Die Neue Zeit. Revue des geistigen und öffentlichen Lebens. 10.1891-92,1. Band (1892), Heft 13, S. 405–412. Digitalisat
- Obras completas de Pablo Iglesias. 12 Bände. Fundación Pablo Iglesias, Madrid 2000–2002. ISBN 84-95275-12-0